# Mildbraediochloa reynaudioides
Mildbraediochloa es un género monotípico de plantas herbáceas perteneciente a la familia de las poáceas. Su única especie: Mildbraediochloa reynaudioides (C.E.Hubb. ex Mildbr.) Butzin, es originaria de las regiones tropicales  de África.